# Macrozamia fraseri
Macrozamia fraseri là một loài thực vật hạt trần trong họ Zamiaceae. Loài này được Miq. mô tả khoa học đầu tiên năm 1842. 
Đây là loài đặc hữu ở phía tây nam của Tây Úc, và bị hạn chế phần lớn ở vùng đất cát của đồng bằng ven biển Swan và đồng bằng cát Geraldton. Phạm vi của Macrozamia fraseri chồng lấn với Macrozamia riedlei.